# Džoči
Džoči (mongolsko Зүчи, Züči, tudi Džöči in Džuči) je bil najstarejši sin mongolskega poglavarja poglavarja Džingiskana in njegove prve žene Börte in kan Džočijevega ulusa, * okoli 1182, Karakorum, Hamag Mongol, † februar 1227, Kumanija, Mongolsko cesarstvo. 
Bil je sposoben vojaški poveljnik, ki je skupaj z brati in strici sodeloval v očetovem osvajanju Srednje Aziije. Nekateri dogodki kažejo, da je bil Džoči bolj prijaznega značaja kot Džingiskan. Besedo »prijazen« je treba seveda razumeti v duhu tistega časa in okolja, saj je tudi on sodeloval v pokolih civilnega prebivalstva, včasih pa je tudi koga pomilostil. Nekoč se je pri svojem očetu zavzel za ujetega sina sovražnega poglavarja, ki je bil izreden lokostrelec in ga je zato hotel sprejeti v mongolsko vojsko. Džingiskan njegovih argumentov ni upošteval in ujetnika usmrtil.
Džoči je bil zadolžen tudi za pripravo in vodenje skupnih lovov, ki so bili v bistvu obsežne vojaške vaje. Lovno področje je pogosto obsegalo površino tisoč kvadratnih kilometrov. Lova, ki je običajno trajal od enega do treh treh mesecev, se je udeležilo več tumenov, se pravi nekaj deset tisoč vojakov. Pravila in potek lova so bili predpisani v Jasi.  

## Zgodnja leta
Džočijevo pravo poreklo ni povsem jasno, ker so Džingiskanovo, takrat še Temudžinovo, ženo Börte kmalu po poroki  ugrabili Merkiti in jo kot vojni plen podarili bratu merkitskega poglavarja Čilger Bokeju. Börte je ostala v ujetništvu nekaj mesecev, dokler je ni Temudžin osvobodil. Kmalu po vrnitvi je rodila Džočija. Džingiskan je Džočija vedno imel za svojega prvorojenca, čeprav je med Mongoli vladal dvom v njegovo očetovstvo.  Ta negotovost ni ostala brez posledic. Džočijevih naslednikov kljub temu, da so predstavljali najstarejšo vejo Džingiskanove družine, nikoli niso imeli za prave dediče očetove zapuščine, odnosi med Džočijem in Džingiskanom pa so bili vedno precej hladni. 

## Osvajalne vojne
Džoči je leta 1210 in 1218 v očetovem imenu poveljeval dvema vojnima pohodoma proti Kirgizom,  sodeloval v vojni proti Horezmu in osebno poveljeval osvojitvi Signaka, Džanda in Janikanta aprila 1220. Kasneje je poveljeval vojnim operacijam proti Urgenču (Gadymy Ürgenç), glavnemu mestu Horezemskega cesarstva. Obleganje mesta se je zaradi pogajanj o mirni predaji in ohranitvi mesta precej zavleklo. Džočijev brat Čagataj je imel pogajanja za znak šibkosti in je hotel sam osvojiti in porušiti mesto. Nesoglasja v vojaških zadevah so razkol med bratoma še poglobila, tako da je moral posredovati Džingiskan in za poveljnika vojaških operacij namesto njiju imenoval tretjega brata Ögedeja. Ögedej je takoj po prevzemu poveljstva osvojil mesto, ga oropal in pobil prebivalce in ga popolnoma uničil.
Razdor med Džočijem in Čagatajem se je pokazal tudi v njunem sporu za nasledstvo leta 1221. Džingiskan je zato leta 1222 sklical kurultaj, na katerem je Čagataj sprožil vprašanje Džočijeve upravičenosti do prestola, čeprav je bil Džoči Džingiskanov prvorojeni sin in je imel po očetovi smrti prednost na volitvah za plemenskega poglavarja in vladarja cesarstva. Džingiskan je na kurultaju ponovno potrdil, da je Džoči njegov zakoniti prvorojeni sin, vendar je zaradi strahu, da bo razkol med bratoma povzročil delitev cesarstva, leta 1223 za svojega naslednika izbral Ögedeja. Džoči in Čagataj sta se zaradi ohranitve celovitosti cesarstva s tem strinjala, razdor med njima pa je ostal in je kasneje pripeljal do politične odcepitve evropskega dela Mongolskega cesarstva od njegovega azijskega dela.

## Nasledstveni spori
Džingiskan se je jeseni 1223 po zaključku pohoda na Horezm odpravil v Mongolijo. Spremljali so ga sinovi Ögedej, Čagataj in Toluj,  Džoči pa se je umaknil na svoje ozemlje severno od Aralskega in Kaspijskega jezera. Tam je ostal do svoje smrti, ker se ni hotel nikoli več srečati s svojim očetom. Njegova odločitev je bila verjetno posledica razočaranja zaradi Ögedejeve izvolitve za Džingiskanovega naslednika. 
Zgodovinsko ni povsem dokazano, vendar je Džoči očitno rovaril proti Džingiskanu, Džingiskan pa mu je v zameno premišljeno vrnil udarec. Ko se je Džingiskan vrnil v Mongolijo, je poslal po Džočija, Džoči pa je poziv zavrnil in ga ni prosil odpuščanja. Džingiskan je zato proti njemu poslal Čagataja in Ögedeja, toda še preden je prišlo do odkritih sovražnosti med njimi je Džoči februarja 1227 umrl. 
Džingiskan je že pred svojo smrtjo Mongolsko cesarstvo razdelil med štiri še živeče sinove. Džoči je dobil najbolj zahodni del cesarstva med Uralom in reko Irtiš. Na kurultaju leta 1229, ki je bil sklican po Džingiskanovi smrti, so takšno delitev potrdili. Džočijevim potomcem je pripadlo ozemlje zahodno od Urala »do koder se bodo pasli mongolski konji«. 
Džingiskan je po mongolski navadi vsakemu od treh najstarejših sinov  dodelil po štiri tisoč »pravih« mongolskih vojakov, najmlajšemu sinu Toluju  pa 101.000.  Džočijevi nasledniki so zato širili svoje ozemlje s pomočjo pomožnih enot, sestavljenih iz vojakov podjarmljenih narodov, večinoma Turkov. To je bil eden od vzrokov, da je Zlata horda dobila zelo turški značaj. 
Džočijevo dediščino sta si razdelila sinova Orda in Batu in ustanovila Belo in Modro hordo. Njuni državi sta se kasneje preoblikovali v Kipčaški kanat ali Zlato hordo. Džočijev tretji sin Šiban je dobil ozemlje severno od Batujeve in Ordove države.

## Otroci
Džoči je imel najmanj štirinajst sinov in hčerko:
- Orda (okrog 1204-1280)
- Batu (okrog 1205-1255)
- Berke, kan Zlate horde od 1257 do 1267[4]
- Berkečir
- Šiban
- Tangad
- Teval (Buval), stari oče Nogaj kana
- Čilagun
- Sinkur
- Čimbaj
- Mohamed
- Udur
- Tok-Timur, prednik poznih kanov Zlate horde
- Šingum
- hčerka neznanega imena, poročena s poglavarjem Almalikov Karlukom

## Družinsko drevo
|          |          |          |          |          |          |  |  | Jesugej Bagatur | Jesugej Bagatur | Jesugej Bagatur | Jesugej Bagatur | Jesugej Bagatur | Jesugej Bagatur |       |       |             |             |             |             |             |             |  |  | Hölun    | Hölun    | Hölun    | Hölun    | Hölun    | Hölun    |  |  |        |        |        |        |        |        |        |        |                       |                       |                       |                       |                       |                       |       |       |       |       |       |       |       |       |  |  |
|          |          |          |          |          |          |  |  | Jesugej Bagatur | Jesugej Bagatur | Jesugej Bagatur | Jesugej Bagatur | Jesugej Bagatur | Jesugej Bagatur |       |       |             |             |             |             |             |             |  |  | Hölun    | Hölun    | Hölun    | Hölun    | Hölun    | Hölun    |  |  |        |        |        |        |        |        |        |        |                       |                       |                       |                       |                       |                       |       |       |       |       |       |       |       |       |  |  |
|          |          |          |          |          |          |  |  |                 |                 |                 |                 |                 |                 |       |       |             |             |             |             |             |             |  |  |          |          |          |          |          |          |  |  |        |        |        |        |        |        |        |        |                       |                       |                       |                       |                       |                       |       |       |       |       |       |       |       |       |  |  |
|          |          |          |          |          |          |  |  |                 |                 |                 |                 |                 |                 |       |       |             |             |             |             |             |             |  |  |          |          |          |          |          |          |  |  |        |        |        |        |        |        |        |        |                       |                       |                       |                       |                       |                       |       |       |       |       |       |       |       |       |  |  |
| Belgutej | Belgutej | Belgutej | Belgutej | Belgutej | Belgutej |  |  | Bekter          | Bekter          | Bekter          | Bekter          | Bekter          | Bekter          |       |       | Džoči Kasar | Džoči Kasar | Džoči Kasar | Džoči Kasar | Džoči Kasar | Džoči Kasar |  |  | Kadžijun | Kadžijun | Kadžijun | Kadžijun | Kadžijun | Kadžijun |  |  | Temüge | Temüge | Temüge | Temüge | Temüge | Temüge |        |        | Temudžin (Džingiskan) | Temudžin (Džingiskan) | Temudžin (Džingiskan) | Temudžin (Džingiskan) | Temudžin (Džingiskan) | Temudžin (Džingiskan) |       |       | Börte | Börte | Börte | Börte | Börte | Börte |  |  |
| Belgutej | Belgutej | Belgutej | Belgutej | Belgutej | Belgutej |  |  | Bekter          | Bekter          | Bekter          | Bekter          | Bekter          | Bekter          |       |       | Džoči Kasar | Džoči Kasar | Džoči Kasar | Džoči Kasar | Džoči Kasar | Džoči Kasar |  |  | Kadžijun | Kadžijun | Kadžijun | Kadžijun | Kadžijun | Kadžijun |  |  | Temüge | Temüge | Temüge | Temüge | Temüge | Temüge |        |        | Temudžin (Džingiskan) | Temudžin (Džingiskan) | Temudžin (Džingiskan) | Temudžin (Džingiskan) | Temudžin (Džingiskan) | Temudžin (Džingiskan) |       |       | Börte | Börte | Börte | Börte | Börte | Börte |  |  |
|          |          |          |          |          |          |  |  |                 |                 |                 |                 |                 |                 |       |       |             |             |             |             |             |             |  |  |          |          |          |          |          |          |  |  |        |        |        |        |        |        |        |        |                       |                       |                       |                       |                       |                       |       |       |       |       |       |       |       |       |  |  |
|          |          |          |          |          |          |  |  |                 |                 |                 |                 |                 |                 |       |       |             |             |             |             |             |             |  |  |          |          |          |          |          |          |  |  |        |        |        |        |        |        |        |        |                       |                       |                       |                       |                       |                       |       |       |       |       |       |       |       |       |  |  |
|          |          |          |          |          |          |  |  |                 |                 |                 |                 |                 |                 | Džoči | Džoči | Džoči       | Džoči       | Džoči       | Džoči       |             |             |  |  | Čagataj  | Čagataj  | Čagataj  | Čagataj  | Čagataj  | Čagataj  |  |  |        |        |        |        | Ögedej | Ögedej | Ögedej | Ögedej | Ögedej                | Ögedej                |                       |                       |                       |                       | Toluj | Toluj | Toluj | Toluj | Toluj | Toluj |       |       |  |  |